# (22626) Jengordinier
(22626) Jengordinier (1998 KS37) – planetoida z pasa głównego asteroid okrążająca Słońce w ciągu 3,59 lat w średniej odległości 2,34 j.a. Odkryta 22 maja 1998 roku.